# Shō Kitagawa
Shō Kitagawa (jap. きたがわ 翔, Kitagawa Shō; * 28. Juni 1967 in der Präfektur Shizuoka, Japan) ist ein japanischer Manga-Zeichner.

## Biografie
Sein erstes Werk als professioneller Zeichner veröffentlichte er 1981 im Alter von dreizehn Jahren im Mädchen-Manga-Magazin Bessatsu Margaret des Shūeisha-Verlages. Dieses Debütwerk war eine Kurzgeschichte mit dem Namen Banchō-kun wa gokigen Naname. Für dieses Magazin schuf er in der folgenden Zeit weitere Shōjo-Manga wie Moeko Ganbarimasu und Pure Boy. Diese waren allerdings alle nicht besonders langlebig.
Seit Ende der 1980er Jahre zeichnet Kitagawa mit wesentlich größerem Erfolg für eine erwachsene und männliche Zielgruppe Seinen-Manga; seine Werke erscheinen seitdem im Young Jump-Magazin. Die 2.500 Seiten in zwölf Sammelbänden umfassende Serie 19 (Nineteen), an der er von 1988 bis 1990 arbeitete, wurde sein Durchbruch. Es folgte die mit einem Umfang von fünfzehn Bänden noch längere Serie B.B. Fish, die, wie auch schon 19 zuvor, als Anime umgesetzt wurde. Sein bekanntestes Werk ist Hotman, eine 3.000-seitige Serie, die von 1997 bis 2000 in Young Jump zu lesen war und die vor allem durch ihre Verfilmung als Realfernsehserie in Japan populär wurde. In diesem Manga, dessen fünfzehn Sammelbände sich in Japan über 3,7 Millionen Mal verkauften, geht es um einen Lehrer, dem eine ehemalige Geliebte ein fünfjähriges Mädchen übergibt, das seine Tochter sein soll. Der Lehrer, der gleichzeitig der älteste Sohn seiner Familie ist und sich deswegen ständig um seine jüngeren Geschwister sorgt, kümmert sich fortan um die Tochter. Zwar schuf Kitagawa nach der Beendigung von Hotman weitere Mangas für Young Jump (darunter 2004 Chinatsu no Uta über ein Mädchen mit einer übernatürlichen, heilenden Stimme), doch konnten diese nicht mehr an dessen Erfolg und Länge heranreichen.
Kitagawa wechselte zum Kōdansha-Verlag und publizierte in dessen Morning-Magazin von 2005 bis 2006 die aus etwa 1.400 Seiten bestehende Manga-Serie Deka ga Ippiki.

## Werke (Auswahl)
- Banchō-kun wa gokigen Naname (番長くんはごきげんななめ), 1981
- Moeko Ganbarimasu (萌子がんばります), 1985
- Pure Boy (PUREボーイ, Pure Bōi), 1987
- Teens Shiyōka! (TEENSしようか!), 1988
- 19 (Nineteen), 1988–1990
- B.B. Fish (B.B.フィッシュ, B.B. Fisshu), 1991–1994
- C, 1994–1997
- Hotman (ホットマン, Hottoman), 1997–2000
- Perfect Twin, 2001–2002
- Honey!!, 2002–2003
- Chinatsu no Uta (千夏のうた), 2004
- Deka ga Ippiki (刑事が一匹), 2005–2006
- Thirty, 2007
- Death Sweeper (デス・スウィーパー, Desu Suwīpa), 2007–2009
- Bengo!, 2009–2010